# Radiaalflexie
De term radiaalflexie is een van de termen die binnen de functionele anatomie gebruikt wordt om een beweging in een gewricht te beschrijven. Deze termen zijn, als onderdeel van de zogenaamde descriptieve termen, onderdeel van de internationaal aanvaarde nomenclatuur van de anatomie.
Men spreekt van radiaalflexie als de hand zijwaarts naar de duim toe buigt (gezien vanuit de anatomische houding).
Deze beweging vindt plaats alleen in het polsgewricht